# Das Geheimnis des Edwin Drood (2012)
Das Geheimnis des Edwin Drood ist ein britischer Fernsehfilm von Diarmuid Lawrence aus dem Jahr 2012. Die zweiteilige Romanverfilmung des britischen Fernsehsenders BBC basiert auf Charles Dickens’ gleichnamigem unvollendetem Roman. In den Hauptrollen sind Freddie Fox und Tamzin Merchant zu sehen.

## Handlung
Die beiden Waisen Edwin Drood und Rosa Bud wurden bereits als Kinder einander versprochen, so der Wunsch ihrer beider Väter. Edwin findet als Erwachsener tatsächlich Gefallen an dem Gedanken, Rosa zu ehelichen. Diese empfindet zwar Zuneigung zu dem Rotschopf, aber eher in Form einer platonischen Liebe. Edwins Vormund John Jasper hat sich ebenfalls in Rosa verliebt und sieht sein Mündel als Konkurrent, den es aus  dem Weg zu räumen gilt. Er schmiedet einen Plan. Jasper arrangiert ein Treffen zwischen den verfeindeten Raufbolden Edwin und Neville. Nach diesem nächtlichen Treffen, das ohne besondere Vorkommnisse und friedlich verläuft, erdrosselt er Edwin in der örtlichen Kathedrale, sodass der Verdacht auf Neville fällt. Der Verbleib der Leiche bleibt ungewiss, aber auch ohne Auffinden des Leichnams wird Edwin für tot gehalten.
Als Rosa von Jasper bedrängt wird, zieht sie den Schluss, Jasper habe mit dem Verschwinden Edwins zu tun. Der Bürgermeister (Mayor Sapsea) beauftragt eine Kanzlei mit der Klärung des Falles. Die Anwälte durchsuchen gemeinsam mit dem Kirchendiener die Gruft in der Kathedrale nach Edwins sterblichen Überresten. Jasper erscheint, geistig benebelt durch vorherigen Opiumkonsum, ebenfalls in den unterirdischen Gängen und kann seine Zunge nicht mehr im Zaum halten. Nicht nur Edwin will er erdrosselt haben, sondern auch hasserfüllt und auf gleiche Weise seinen eigenen Vater. Das Verwirrspiel erreicht seinen Höhepunkt, als Edwin plötzlich zur Gruppe stößt. Er sagt, er sei aus Enttäuschung über Rosas Zurückweisung ohne ein Wort des Abschieds nach Ägypten gereist. Somit wird klar, dass Jaspers geschilderte Erlebnisse nur dem Opiumrausch geschuldete Halluzinationen waren. Jasper verliert vollends den Verstand und stürzt sich von einer Balustrade in den Tod.

## Hintergrund
Drehorte waren die englische Stadt Rochester und das geschichtsträchtige Londoner Charterhouse Hospital, ein ehemaliges Kloster des Kartäuserordens.